# Sidi YahyaBni Zeroual
Sidi YahyaBni Zeroual  (in arabo سيدي يحيى بني زروال‎?) è un centro abitato e comune rurale del Marocco situato nella provincia di Taounate, regione di Fès-Meknès. Conta una popolazione di 15 452 abitanti (censimento 2014).